# Восстание Ейского Отдела
Восстание Ейского отдела — столкновения, происходившие на территории Ейского отдела весной 1918 года. Противниками являлись с одной стороны, красные отряды, базировавшиеся в городе Ейск, с другой стороны — казачьи отряды, собранные с 7 станиц отдела под руководством есаула Подгорного. Несмотря на некоторые локальные успехи, восставшим не удалось взять город, штурм был отражен с сильными потерями штурмующих. Руководители восстания погибли, а станицы — замирены.

## Ейский отдел в начале 1918 года
К началу 1918 года в Ейском отделе, включавшем в себя ряд станиц Северной Кубани, сложилась напряженная социальная ситуация. С одной стороны, ряд станиц примкнул к красному движению, так как безземельные и «иногородние» казаки поддерживали идею передела казачьих земель. Основным оплотом для красного движения на севере служил город Ейск, в котором казаки составляли минимальную долю населения (вплоть до революции им было запрещено селиться в черте города). С другой стороны, действия большевиков по смещению атаманской власти зачастую были непродуманы и носили радикальный характер, что оттолкнуло существенную часть казачьего населения. Вдобавок, из-за разоружения юнкерского училища и нескольких сербских батальонов императорской армии, в городе образовался избыток вооружения, а в порт были перебазированы суда и корабли Азовской Флотилии, моряки которой отличались радикализмом во взглядах. Связь Ейска с другими красными отрядами Кубани (в первую очередь Таманской Армией Сорокина) была весьма зыбкой, а «красные» командиры нередко имели сомнительную лояльность. Часть из них впоследствии примкнули к восставшим или переметнулись на сторону Белого движения.
В феврале 1918 года красный отряд численностью около 400 человек, состоявший из бойцов Ейского революционного батальона и примкнувших казаков, воспользовавшись отсутствием атамана, установили власть Советов в станице Должанской. Однако одновременно началось формирование белых отрядов в окрестностях, напряженность начала нарастать. По некоторым оценкам, уже к марту их численность достигала 600 человек. 21 апреля войсками белых был занят Ростов-на-Дону, а войска Дроздовского начали продвижение к станции Сосыка. Вероятно, данные успехи подтолкнули казаков к действиям.
Подготовка к восстанию не осталась незамеченной — в станице Староминская для проверки сведений были арестованы бывшие офицеры царской армии, однако обыски и дознание не дало никаких результатов. В конце апреля до красного командования начали доходить слухи, что по станицам отдела под видом ведерника ходит некий Подгорный, подбивая казаков на выступление. Мотивы и личность Подгорного (называемого в различных источниках есаулом, полковником и даже генералом) остаются неизвестными, по некоторым данным, он был послан с целью поднятия восстания Корниловым, по другим — восстание было поднято из мотивов личной мести. По данным группы историков и краеведов, в 2015 году опубликовавших свою реконструкцию событий, фамилия Подгорный встречается в метрических книгах станицы Старощербиновской, однако конкретных фактов так и не было найдено и личность Подгорного, а также степень участия в казачьем или белом движении остается загадкой.
По версии Хижняка (в 1918 — руководителя штаба обороны Ейска) восстание имело целью поддержать наступление Добровольческой армии с последующим переходом отдела под её контроль. В то же время Деникин в воспоминаниях упоминает восстание как плохо спланированное спонтанное выступление плохо вооруженных казаков. На данный момент считается, что восстание и последующий штурм Ейска имели три основных цели:
- Срыв передела земли
- Уничтожение политической власти «красных»
- Захват оружия, в избытке имевшегося в городе

## Силы сторон

### Восставшие
Вероятнее всего, в восстании приняли участие десять станиц Ейского отдела:
- Канеловская
- Шкуринская
- Копанская,
- Староминская
- Должанская
- Ясенская
- Старощербиновская
- Новощербиновская,
- Новоминская
- Камышеватская

Оценочное число участвовавших сильно разнится, и достигает от 3 до 8 или даже 11 (7 тысяч при штурме Ейска+4 тысячи в станицах) тысяч человек. Историки, основываясь на данных о перехваченном 29-30 апреля оружии и его итоговому количеству в войсках (1 единица огнестрельного вооружения на 10 казаков) локализуют число штурмовавших 30 апреля в районе 7 тысяч человек.

### Красные
Силы красных состояли из революционного батальона ст. Староминская (около 300 человек с полным вооружением и пятью орудиями, руководитель — Горбатко), гарнизона Ейска(2500 человек) в составе: Ейского революционного батальона 2-й Должанский батальон, батальона Ахтарского полка, а также некоторого количества мобилизованных горожан (начальник штаба Хижняк) и сводного отряда Рогачева (около 3 тысяч штыков), отправленного со станции Ольгинской на усиление к силам красных. Кроме того, Азовская флотилия могла в случае крайней необходимости выставить около 300 матросов, однако их боевые качества и дисциплина оставляли желать лучшего. Гарнизон Ейска имел недостаток в амуниции, однако, в отличие от восставших, имел пушки, поддержку орудий Азовской Флотилии и 15 пулеметов. Упоминается также кустарный бронепоезд, изготовленный ейскими железнодорожниками, однако его качества так же подвергаются сомнению.

## Начало восстания
Восстание охватило от 6 до 11 станиц Ейского отдела. Для подавления его в станицах Ольгинская, Бриньковская, Привольная, Копанская по распоряжению Кубанского комитета из станицы Старовеличковской был выдвинут сводный отряд Рогачева (около трех тысяч человек). 20 апреля «красные» разогнали собрание казаков в вышеуказанных станицах, однако вскоре оказались прижаты к плавням в окрестностях Копанской. Бои 20-27 апреля не выявили какого-либо результата несмотря на приход из Ейска подмоги с артиллерией, и до штурма Ейска отряд остался отрезанным на юге отдела. По некоторым данным, после зашедших в тупик боев противоборствующие отряды заключили перемирие. Казаки из окрестностей Копанской вскоре приняли участие в штурме Ейска.
Тем временем в районе станицы Ясенской восставшими был уничтожен обоз с оружием, направленный на усиление красным силам в Приморско-Ахтарске. 29-30 апреля на железнодорожных станциях ветки Сосыка-Ейск начались массовые волнения. Казаками была произведена попытка разоружения революционного батальона, размещавшегося в станице Староминская, не приведшая к успеху. В некоторых местах были разобраны пути, что привело к крушению поезда с отрядом, направленного на подмогу из Ейска. Ключевая станица ветки, Староминская, однако в руки восставших не попала. Сотник Павлюченко, возглавлявший отряд восставших Шкуринской и Канеловской, так и не решился на штурм, и помощи восставшим не оказал. Волнения на станциях продолжались до 2 мая, вплоть до поражения восставших.
Таким образом, к 27 апреля отдел в целом оказался в руках восставших, красные же удерживали позиции в изолированных очагах на юге (отряд Рогачева) и севере (Ейск, станция станицы Старощербиновская и Староминская).

## Штурм 30 апреля

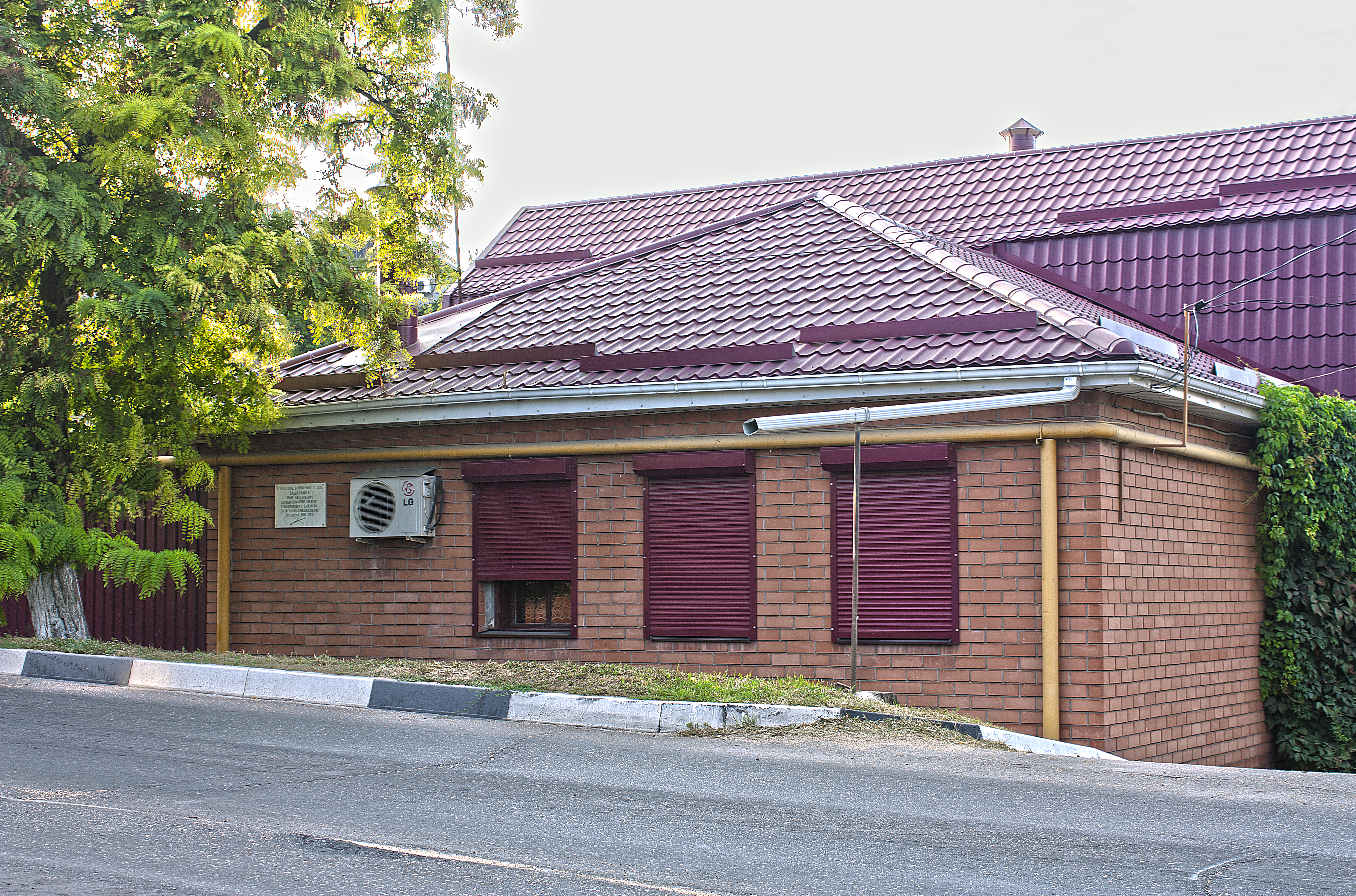
Дом командира ревбата Балабанова. 2016 год.

27 апреля Подгорный по телеграфу из станицы Ясенской отправил ультиматум о сдаче города, в котором предлагал встретить восставших «хлебом и солью», священниками с хоругвями и колокольным звоном. В противном случае он обещал перебить большевиков и сочувствующих им, а также поддерживающих их слои населения, а также отдать город на пять дней разграбления казаками. Ультиматум принят не был, несмотря на неоднократные повторения. Вечером 30 апреля тремя колоннами восставшие начали наступление на город. К тому времени штаб обороны Ейска под руководством Хижняка создал плотную оборонительную линию, а Должанская колонна вовремя не смогла прибыть к городу. Несмотря на то, что части казаков, наступавшей со стороны станицы Копанской удалось прорваться вплоть до Сенной площади (то есть центра города), командир Ейского ревбата Балабанов был зарублен, а командир Азовской Флотилии Гернштейн поднял якорь и вышел в море, бой в городе восставшие проиграли, а основной части так и не удалось прорваться сквозь брешь в обороне. При попытке к отступлению они наткнулись на вновь завязавший бои отряд Рогачева и были разгромлены подошедшим сводным отрядом из Ейска. Должанский отряд так и не дошел до города.

## Последствия
После провала штурма боевые действия фактически сошли на нет. Восставшие рассеялись по станицам и плавням, Подгорный по одним данным был арестован и отправлен в Екатеринодар, по другим — был выдан восставшими и расстрелян. Отряд Рогачева ещё несколько недель проводил зачистку окрестных станиц. Особенная жестокость при этом проявилась в отношении станицы Должанской, которая перед занятием была предварительно обстреляна из орудий Азовской Флотилии. Священник Краснов, благословивший должанских казаков, был заживо сожжен в топке тральщика «Аю-Даг», по оценкам краеведов, в ходе террора погибло несколько сотен казаков и обывателей. Через некоторое время после подавления восстания должанский учитель Кириченко привел «покаянную колонну» из женщин, детей и выживших казаков общей численностью 1500 человек. Кириченко был расстрелян, однако основной цели — примирения, колонна достигла. Через некоторое время часть восставших, численностью около 500 человек, вступила в свежесформированные образования Красной Армии. Вскоре они были отправлены в десант на Таганрог, из которого большая часть так и не вернулась.

## Оценки
Восстание, несмотря на некоторые успехи, было спонтанным, плохо продуманным и не несшим явных целей. Штурм Ейска отдельно критикуется: захват слабовооруженными восставшими города был не только маловероятен, но и не давал каких-либо преимуществ в дальнейшем. По советской оценке, только под Ейском штурмовавшие потеряли 1125 человек, по оценкам краеведов — гораздо больше, так как некоторая часть восставших погибла уже после штурма, в боях и зачистках.

## Память

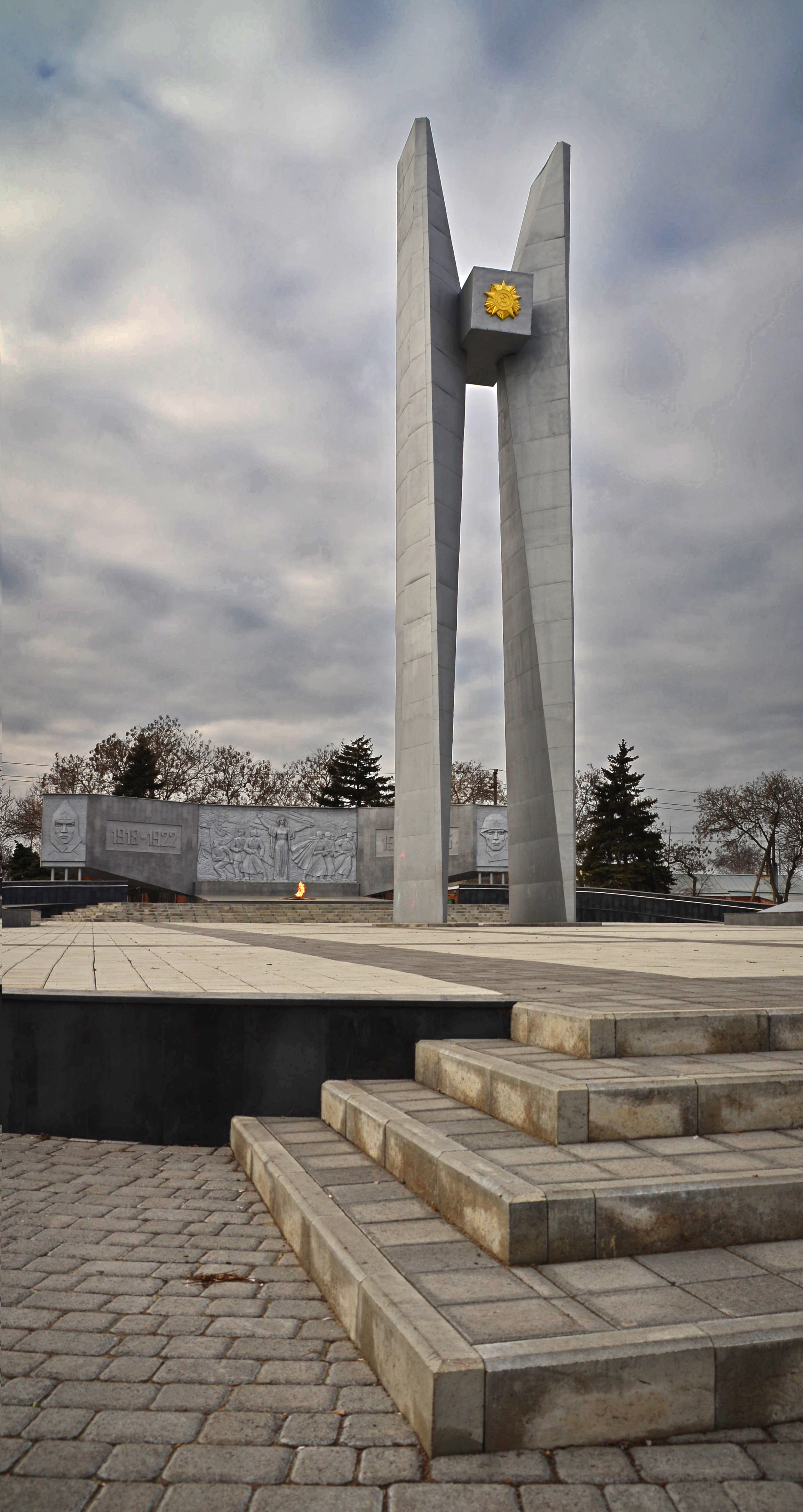
Мемориальный комплекс на Площади Революции

- На доме, у которого погиб Иван Балабанов (ул. Богдана Хмельницкого, 38), установлена памятная доска
- Прах погибших был захоронен у Пантелеймоновской церкви. В советское время в память о штурме города, неудачном восстании 1920 года и защитниках отечества периода Великой Отечественной войны был возведен памятный комплекс и заложена площадь Революции.

- В 2010-х годах на месте предполагаемого расположения братской могилы восставших (ул. Новая, 3) был установлен деревянный православный крест, возле которого ежегодно проводятся памятные службы.

## В культуре
- Восстанию Ейского отдела посвящена часть книги Георгия Казыдуба «Спиридоновы дети».
- Действие этюда «В степи» из сборника «Россия, кровью умытая» Артема Веселого происходит после разгрома восстания.